# Tikkigatsiagak Island
Tikkigatsiagak Island är en ö i Kanada.   Den ligger i provinsen Newfoundland och Labrador, i den östra delen av landet, 1 600 km nordost om huvudstaden Ottawa. Arean är 19,7 kvadratkilometer.
Terrängen på Tikkigatsiagak Island är platt. Öns högsta punkt är 159 meter över havet. Den sträcker sig 5,0 kilometer i nord-sydlig riktning, och 8,4 kilometer i öst-västlig riktning.